# Crew Space Transportation System
« CSTS » redirige ici. Pour l'événement, voir Can't Stop the Serenity.

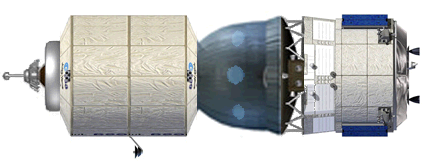
Vue d'artiste du concept envisagé pour le CSTS début 2008.

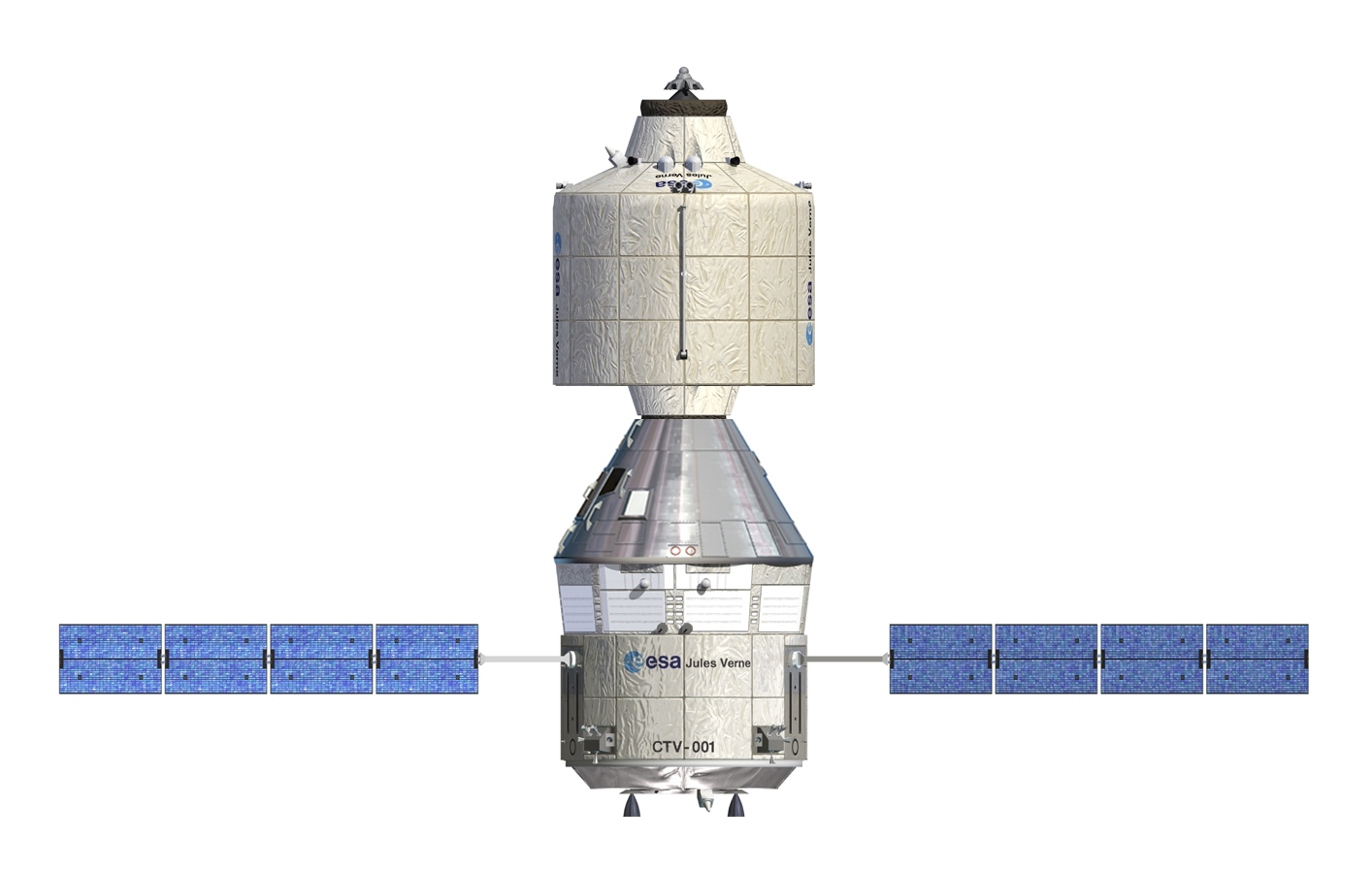
Vue d'artiste du concept envisagé mi-2008 avant l'annonce de l'abandon du module orbital.

Le Crew Space Transportation System (CSTS), anciennement connu sous le nom de Advanced Crew Transportation System (ACTS), est un vaisseau spatial de transport d'équipage étudié  conjointement entre 2005 et 2008 par l'Agence spatiale européenne (ESA) et l'Agence spatiale russe (Roscosmos). Ce véhicule spatial conçu pour les opérations  orbite terrestre basse devait remplacer le Soyouz russe, dont la conception remontait à une cinquantaine d'années  pour la desserte de la Station spatiale internationale  et fournir à l'Europe son propre système de transport d'équipage. Le CSTS devait être développé au moins en partie en réutilisant des composants du Véhicule automatique de transfert européen (ATV) européen. En janvier 2009, à la suite de l'abandon du projet par l'ESA, Roscosmos mit fin aux travaux sur l'ACTS au profit d'un projet purement national, le PPTS.

## Contexte
Au début de 2000, l'agence spatiale russe Roscosmos bénéficie de la reprise économique qui fait suite à l'énorme crise financière des années 1990 qui a interdit tout investissement dans le spatial. L'agence étudie un remplaçant  radical du vaisseau Soyouz qui est utilisé pour la desserte de l'orbite basse et dont la conception est pratiquement inchangée depuis sa création dans les années 1960. La première étude avancée porte sur le  Kliper un vaisseau spatial de type corps portant réutilisable et effectuant son retour sur Terre en se posant sur une piste d'atterrissage. Mais le projet, très couteux, est abandonné en 2005 à la suite du refus de  l'Agence spatiale européenne de participer au développement. Les ambitions russo-européennes initiées avec Kliper sont donc revues à la baisse et l'ACTS est alors envisagé comme un Soyouz amélioré, un euro-soyouz, le CSTS.

## Historique du projet
Le CSTS est en phase d'étude initiale pour 18 mois entre septembre 2006 et le printemps 2008. Le résultat de cette étude est prévu au conseil ministériel européen fin octobre 2008. En accord avec l'ESA, en 2007, l'agence d'exploration aérospatiale japonaise (JAXA) s'associe au projet. Certaines rumeurs font   état à l'époque d'un rapprochement possible de l'agence spatiale canadienne (ASC) et de l'agence spatiale indienne. Mais en novembre 2008 l'agence spatiale européenne décide d'abandonner tout investissement dans le vol habité. En janvier 2009 prenant acte de l'arrêt de la participation européenne, les responsables de l'agence spatiale russe annoncent le lancement d'une étude sur un projet purement national baptisé PPTS.

## Configurations
Dans sa dernière version, le CSTS ou Euro-Soyouz, vaisseau spatial habité de dernière génération, devait être  composé des 3 éléments suivants :
- un module orbital ou module d'habitation européen, s'appuyant sur l'expérience acquise avec le Laboratoire européen Columbus (ISS) ;
- une capsule de rentrée atmosphérique russe, basée sur celle du Soyouz qui a depuis longtemps fait ses preuves, certainement agrandie pour un équipage de 6 ;
- un module de propulsion européen, basé sur celui de l'ATV.

Au cours du salon de Farnborough 2008 (juillet) les dirigeants russes de Roscosmos et les industriels d'Energia ont fait état d'un changement d'orientation en faveur d'une capsule conique type Apollo, prévue pour 6 spationautes, associée à un module de propulsion (ou module de services) mais en faisant en revanche l'impasse sur le module orbital, afin d'alléger le véhicule ainsi que son budget.